# Rubia peregrina
Rubia peregrina L. es una especie de liana herbácea perteneciente a la familia de las rubiáceas. Es una liana que se da en zonas de bosque y matorral esclerófilo, sobre todo tipo de sustratos, incluso en el suelo sobre pedregales.

## Descripción
Es una planta inconfundible porque los tallos, que se ramifican abundantemente, son de sección cuadrada con costillas muy marcadas y con pequeñas púas en forma de gancho que le permite engancharse fácilmente al pelo de los animales y la ropa de las personas, para que transporten trozos de la planta a otros lugares y así poder expandirse por el territorio.
Las hojas, de color verde brillante a verde claro, se agrupan en verticilos alrededor del tallo en número de 4 a 6, son simples, sentadas, de forma elíptica a linear lanceolada y en el borde tienen los mismos pequeños ganchos que los tallos que aparecen también en la parte inferior del nervio central. 
Las flores son hermafroditas y se agrupan en inflorescencias terminales similares a panículas. La flor tiene de 4 a 6 pétalos soldados en forma de tubo y de 4 a 6 lóbulos en forma de triangular a lanceolada y de color blanco amarillento.
El fruto es una baya solitaria negra con aspecto de uva diminuta muy consumida por los pájaros. Son las aves el principal dispersor de la especie.
Esta liana alcanza 6 m de longitud y 3 o 4 m de altura. La "rubia brava" tiene las hojas reunidas en verticilos, normalmente en número de cinco o más, son mucho más largos y verdes que las de Rubia angustifolia. La fisonomía es mucho más parecida a Galium aparine, o a otras especies de Galium, pero la diferenciaremos porque tiene las hojas coriáceas, hasta el punto que no parecen marchitarse después de cortar la planta, por el contrario los Galium tienen hojas muy tiernas de un verde claro que se arrugan rápidamente. Además Rubia tiene frutos carnosos y Galium los tiene secos. Florece en mayo y junio. 

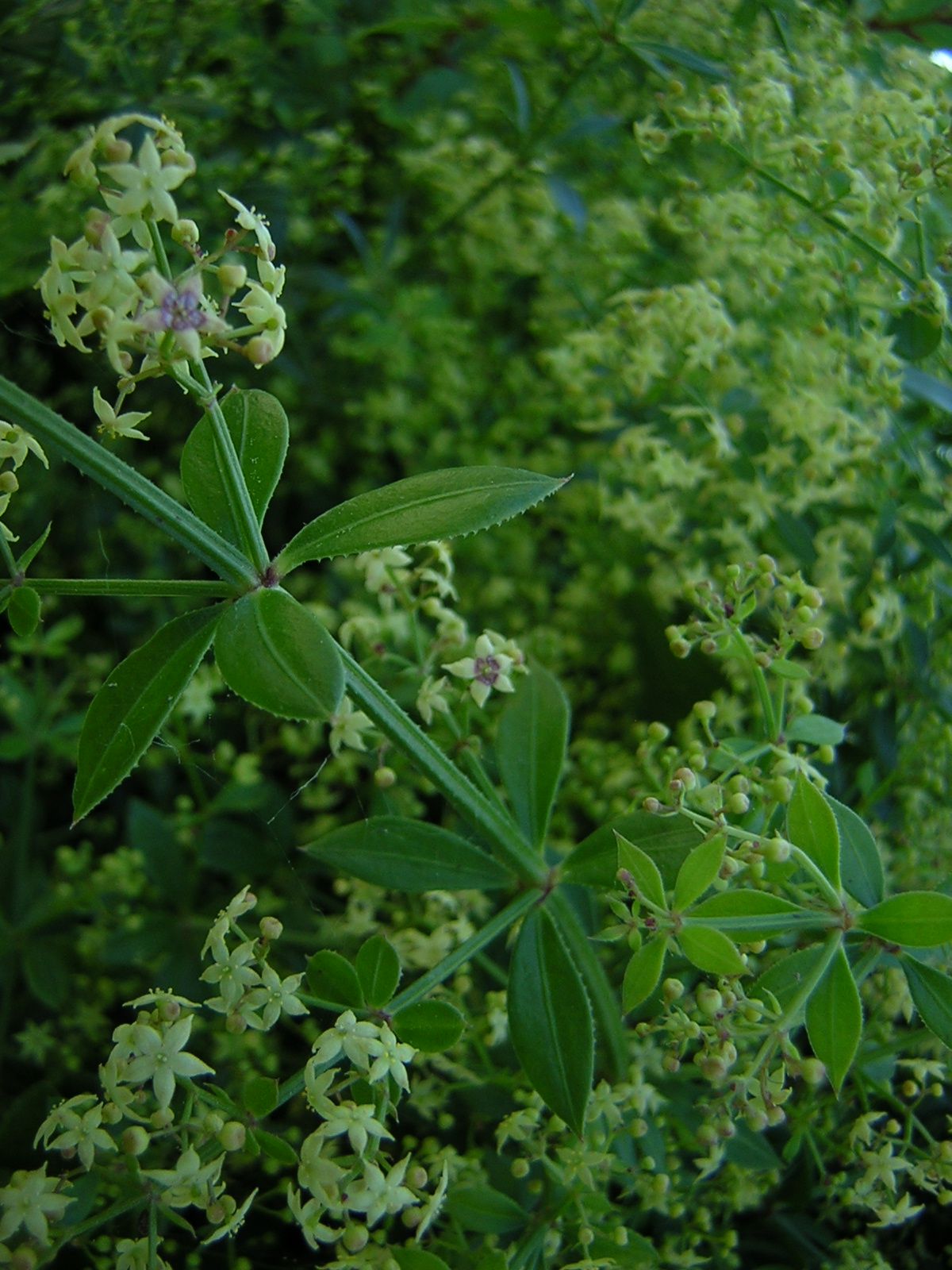

## Distribución y hábitat
Se encuentra en la región del mediterráneo y macaronesia, con distribución por el sur y oeste de Europa y Asia, norte de África y las islas macaronésicas. En España en el Valle del Ebro, Andalucía, Valencia, y prácticamente en cualquier región en donde crece en   matorrales, zarzales, paredes y zonas forestales, y es también habitual en el encinar cantábrico.

## Usos
Recreativos. Por la pegajosidad de la planta, los niños solían lanzarla a otros para que ésta se quedara incrustada en la ropa, a modo de juego. 
Tiene usos medicinales. Su infusión se toma como tónico del aparato circulatorio, favorece la circulación sanguínea y combate la tensión alta . Es analgésica. Aplicándola sobre la zona afectada, alivia el dolor reumático y alteraciones de la piel.

## Taxonomía
Rubia peregrina fue descrita por Carlos Linneo y publicado en Species Plantarum 1: 109, en el año 1753.
Sinonimia
- Rubia anglica Huds. (1762).
- Rubia angustifolia L. (1767).
- Rubia lucida L. (1767).
- Rubia bocconii Petagna (1787).
- Rubia longifolia Poir. in J.B.A.M.de Lamarck (1812).
- Rubia splendens Hoffmanns. & Link (1824).
- Rubia requienii Duby (1830).
- Rubia dalmatica Scheele (1844).
- Rubia angustifolia var. requienii (Duby) Nyman (1879).
- Rubia peregrina var. dalmatica (Scheele) Nyman (1879).
- Rubia peregrina var. lucida (L.) Nyman (1879).
- Rubia peregrina var. splendens (Hoffmanns. & Link) Nyman (1879).
- Rubia erratica Bubani (1899).
- Rubia reiseri Halácsy ex Hayek (1930).
- Rubia peregrina subsp. longifolia (Poir.) O.Bolòs (1969).
- Rubia peregrina var. requienii (Duby) Cardona (1974).
- Rubia peregrina subsp. requienii (Duby) Cardona & Sierra (1980 publ. 1981).
- Rubia agostinhoi Dans. et Silva
- Rubia peregrina subsp. agostinhoi (Dans. et Silva) Valdés et López [3][4][5]

## Nombres comunes
- Castellano: agarraropa, carrasquilla, enreosa, esparrilla, garanza brava, grapa, hierba pegajosa, hierba rasposa, lapa, luza, pegajosa, peganovios, pegatinas, rascalenguas, raspalengua, raspalenguas, roja, rubia, rubia brava, rubia silvestre, tinta huevos, yerba de serpiente, yerba pegajosa, zarzaparrilla, zarzaparrilla real.[3]